# Sons of Apollo
A Sons of Apollo 2017-ben alakult amerikai progresszív metal/rock együttes.

## Története
A zenekart Derek Sherinian és Mike Portnoy, a Dream Theater korábbi tagjai alapították. Basszusgitárosuk, Billy Sheehan, korábban a Mr. Big, jelenleg a The Winery Dogs tagja. A zenekar további tagjai még Jeff Scott Soto (Trans-Siberian Orchestra,  Journey) illetve Bumblefoot (Guns N’ Roses) is. Első és eddig egyetlen nagylemezük 2017-ben jelent meg, de 2018-ban egy EP-t is piacra dobtak. 
Eredetileg egész egyszerűen csak "Apollo" lett volna a nevük, a zene istene után, de miután kiderült, hogy ezen a néven már működött egy másik együttes is, így nevet kellett változtatniuk.
A zenekar 2018-ban Magyarországon is fellépett, a Barba Negra Music Clubban.

## Tagok
- Jeff Scott Soto – ének
- Ron „Bumblefoot” Thal – gitár, vokál
- Billy Sheehan – basszusgitár
- Derek Sherinian – billentyűk, szintetizátor
- Mike Portnoy – dob, vokál

## Diszkográfia
Stúdióalbumok
- Psychotic Symphony (2017)
- MMXX (2020)

Koncertalbumok
- Live with the Plovdiv Psychotic Symphony (2019)